# Network18 Group
Network18 Media & Investments Limited (anteriormente SGA Finance and Management Service e Network18 Fincap Limited), comumente referido como Network18 Group e às vezes como Network18–Eenadu Group, é um conglomerado de mídia indiano pertencente à Reliance Industries, liderado pelo bilionário Mukesh Ambani. Rahul Joshi é o diretor administrativo, diretor executivo e editor-chefe do grupo Network18, e Adil Zainulbhai é o presidente do conselho de administração.
A Network18 é a holding da TV18 Broadcast, Web18 Software Services, Network18 Publishing e Capital18. Por meio de suas subsidiárias e acordos de licenciamento de franquia, o grupo possui e opera os canais de notícias News18, ETV e CNBC na Índia, as revistas da Forbes India e Overdrive, os sites Firstpost e Moneycontrol e possui vários outros ativos e investimentos. A subsidiária de radiodifusão TV18 é a sócia controladora de dois empreendimentos conjuntos de mídia, Viacom18 e AETN18, através das quais opera a plataforma de streaming Voot, a produtora Viacom18 Studios, os canais de televisão Colors TV, Nickelodeon Índia, Comedy Central India, VH1 Índia, MTV Índia e o canal History TV18.
Incorporada em 1996 por Geeta e Rakesh Gupta, a empresa foi adquirida por Ritu Kapur e Raghav Bahl para ser convertida em uma holding de conglomerados entre 2003 e 2006. Ela supervisionou uma das maiores coleções de propriedades de mídia na Índia após sua conversão, mas ficou onerada com dívidas devido a expansões agressivas. Em 2012, a empresa celebrou um compromisso financeiro com a Reliance Industries, através do qual lhe foram concedidos vários canais da ETV. O acordo acabou permitindo uma aquisição hostil da empresa em 2014.

## Ativos

### Radiodifusão
A TV18 Broadcast é a subsidiária de radiodifusão da Network18. A empresa possui uma participação de 51,16% na subsidiária desde 2019, enquanto o restante da participação é dividido entre várias propriedades da Reliance Industries e participações de membros individuais. Opera dois canais nacionais de notícias e quatorze canais regionais de notícias em vários idiomas sob a marca News18, incluindo os canais de notícias que foram adquiridos pelo grupo da ETV Network em 2012–2014.
O canal de notícias CNN-News18, em inglês, é operado pela TV18, para a qual a Network18 tem um contrato de licenciamento de marca e conteúdo com a CNN Worldwide. A subsidiária também opera os canais de notícias de negócios da CNBC TV18 (anglófono), CNBC Awaaz (hindi) e CNBC Bajar (guzerate) para os quais o grupo tem um contrato de licenciamento de marca com a NBCUniversal, proprietária da CNBC.

#### Associações
A TV18 fornece serviços de mídia de massa e canais de entretenimento diversos por meio de dois empreendimentos conjuntos, a Viacom18 Media Limited e a AETN18 Media Limited. O canal de notícias geral Marathi News18 Lokmat também é administrado através de uma associação com o jornal diário em língua marata Lokmat.
A Viacom18 é uma empreendimento conjunto de mídia de massa entre a TV18 Broadcast e a Paramount Global com 51% e 49% de participação respectivamente. É a empresa-mãe de 46 canais de mídia de massa em 8 idiomas que incluem as franquias de Colors, MTV, Nickelodeon, VH1 e Comedy Central. A Colors é um guarda-chuva de vários canais gerais de entretenimento em várias línguas indianas, e inclui dois canais de entretenimento em massa em língua hindi Colors TV e Colors Rishtey. Os canais de entretenimento ETV e os canais da Prism que foram adquiridos pelo grupo foram renomeados sob a marca Colors. As filiais indianas do VH1, MTV e Comedy Central, e os canais infantis da Nickelodeon, Nick Jr. e Nickelodeon Sonic são gerenciados pela Viacom18. A franquia do Coke Studio India é de propriedade e operada pela empresa através da MTV India.
A Viacom18 Digital Ventures é uma divisão da Viacom18 que opera a plataforma de streaming baseada em anúncios chamada Voot e duas plataformas baseadas em assinatura, ou seja, a edição premium Voot Select e a edição infantil Voot Kids. A empresa também possui o estúdio de produção chamado Viacom18 Motion Pictures, que produziu filmes aclamados pela crítica, como Gangs of Wasseypur (2012), Kahaani (2012) e Queen (2014). O estúdio tem uma divisão de produção digital adicional chamada Tipping Point, que produz conteúdo para Voot e JioCinema, pertencente à Reliance Jio. Entre outras divisões da Viacom18 estão a Integrated Network Solutions (INS), que desenvolve propriedades intelectuais, e a Viacom18 Consumer Products, que administra os negócios de licenciamento do empreendimento.
AETN18 Media é uma joint venture entre a TV18 Broadcast e a A&E Networks, proprietária da franquia do canal History. A TV18 e a A&E Networks têm, respectivamente, 51% e 49% de participação na joint venture. AETN18 possui e opera o canal History TV18, e anteriormente operava o canal FYI TV18, que foi encerrado em 2020.
IndiaCast Media, braço de distribuição do Network18 Group, é um empreendimento conjunto entre a Viacom18 Media e a TV18 Broadcast, que fornece serviços de distribuição nacional e internacional para a empresa. A TV18, como resultado da divisão de ações, possui uma participação de 75% no empreendimento de distribuição. A IndiaCast também estava em uma joint venture de distribuição com a DisneyUTV na qual a TV18 detinha 56% de participação. A associação com a DisneyUTV foi chamada IndiaCast UTV; foi fundada em 2013, convertida em um acordo de distribuição devido à introdução de regras pela Autoridade Reguladora de Telecomunicações da Índia (TRAI) no ano seguinte e o acordo de distribuição acabou sendo cancelado em 2015.

### Divisões digitais e editoriais
A Network18 Publishing é a editora do grupo, que publica várias listas de empresas e as revistas B2C e B2B. A divisão publica revistas como Better Interiors e Better Photography e as revistas Overdrive e Forbes India como parte de um acordo de licenciamento com OverDrive, Inc. e Forbes Inc., respectivamente.
A divisão de mídia digital do grupo é chamada Web18 Software Services. Opera os canais de notícias digitais da Network18, como os sites da News18.com (anteriormente IBNLive.com) e Firstpost, e aplicativos móveis e ativos de mídia social da News18. A gestão editorial do Firstpost foi fundida com a da revista Forbes India. O site de notícias de negócios Moneycontrol.com também é propriedade da Network18.

### Investimentos
A divisão de capital de risco da empresa chama-se Capital18. Seus investimentos incluem o site de reservas de viagens Yatra.com, o site de marketing Webchutney, o site de reservas de ingressos de cinema BookMyShow, a corretora SMC Global e a empresa de tecnologia financeira Infibeam.